# Receptor 5-HT4
O receptor 5-hidroxitriptamina (serotonina) 4, também conhecido como HTR4, é um gene humano.
Este gene é um membro da família de receptores de serotonina, que são receptores acoplados às proteína G que estimulam a produção de AMP cíclico em resposta à serotonina (5-hidroxitriptamina).
O produto genético é uma proteína transmembranar glicosilada que funciona quer no sistema nervoso periférico quer no sistema nervoso central para modular a libertação de vários neurotransmissores. Múltiplas variantes de transcriptos codificando proteínas com diferentes sequências C-terminais foram descritas, mas a natureza da sequência total de algumas variantes não foram ainda determinadas.